# Exploitation anthropique : effets sur la sélection naturelle
L' exploitation anthropique désigne un prélèvement de ressources naturelles par l'homme par divers mécanismes et activités telles que la chasse, la pêche et la cueillette de plantes. Lorsqu'il s'agit d'un prélèvement d'éléments biotiques du capital naturel et que le prélèvement modifie les proportions de caractères héritables au sein de la population exploitée, l'évolution des traits des caractères dans cette population au cours des générations peut être différente de celle qui aurait résulté de la sélection naturelle en absence d'exploitation anthropique.
La sélection naturelle peut-être définie comme la survie ou reproduction différentielle des différents phénotypes dans une population. Il est le mécanisme clé de l'évolution. Le terme « sélection naturelle » a été imaginé par Darwin par analogie avec la sélection artificielle pratiquée par les humains depuis des millénaires.
Une meilleure compréhension des effets écologiques et évolutifs que l'exploitation par l'homme peut avoir sur la sélection naturelle est importante pour la conservation et la gestion des ressources naturelles, et permettrait de mieux définir des quotas de récolte et de mieux prévoir des conséquences de l'exploitation sur des populations exploitées dans le temps.

## Histoire
Depuis l'origine des Hominidés, l'Homme a exploité des populations sauvages d'animaux pour manger, s'habiller. La sélection de ces animaux se faisait selon la taille, la morphologie ou le comportement, différents traits susceptibles d'avoir un intérêt pour l'Homme.

## Effets de l'exploitation anthropique sur la sélection naturelle
Selon la théorie de la sélection naturelle, au sein d’une population donnée les individus présentant un phénotype optimal pour les conditions biotiques (prédateurs, ressources nutritives disponibles, compétition) et abiotiques (température, humidité etc.) auront une fitness supérieure à la fitness des individus qui présentent de phénotypes correspondant à une fitness sous optimale. Les individus de fitness plus importante seront davantage favorisés par la sélection naturelle et la fréquence d’individus de ce phénotype augmentera dans le temps si les traits qui caractérisent le phénotype sont transmissibles d’une génération à la suivante.
L'agriculture qui, pendant des milliers d'années, avait pour but de privilégier les animaux (et plantes) les plus productifs afin d'augmenter la fréquence des phénotypes désirés. Il en était de même pour l'aquaculture. L'effet contraire s'est produit lors de l'exploitation des populations sauvages. Les individus présentant de meilleures caractéristiques étaient sélectionnés, laissant les autres (les moins désirés) se reproduire ce qui a eu pour conséquence une augmentation de la fréquence des individus qui présentaient de moins bonnes caractéristiques dans la population sauvage.
Si les forces de la sélection naturelle et de la sélection artificielle, ou exploitation anthropique, ne favorisent pas la persistance des mêmes phénotypes dans la population au cours des générations, l’évolution des phénotypes de la population sera modifiée de façon que la fréquence d’individus de fitness optimale dans la population soit réduite, ce qui pourrait réduire la viabilité de la population. L'exploitation anthropique peut perturber la distribution démographique d'une population, et entrainer des distorsions de la structuration d'âges, le sexe-ratio, l'âge ou taille à maturité sexuelle et l'espérance de vie entre autres. L'exploitation par l'homme cible des individus à exploiter qui sont différents des individus ciblés par d'autres prédateurs, et si la taux d'exploitation anthropique est supérieur à celui des autres prédateurs la sélection naturelle agit moins que la sélection anthropique dans l'évolution des traits des populations exploitées.

## Mécanismes de l'exploitation

### Chasse
La chasse des animaux sauvages est pratiquée par l'homme depuis des dizaines de milliers d'années, même si l'origine exacte est difficile à déterminer. Le choix d'individus à exploiter se fait souvent selon le phénotype de l'individu, qui présentera des caractères d'intérêt pour l'homme. La récolte répétitive des individus de même phénotype tend à diminuer la fréquence du phénotype dans la population et favoriser la prolifération d'autres phénotypes.

#### Mouflon canadien (Ovis canadensis)[1]
Une étude de Nature apparu en 2003 a montré l'effet de l'exploitation anthropique sur une population de Mouflons canadiens. Cette étude montre que les individus ont été sélectionnés par l'homme pour la chasse on fonction de leur taille corporelle et la longueur de leurs cornes, avec une préférence pour les individus de grande taille de cornes longues. Ces individus investissaient plus dans la croissance que dans la reproduction et arrivaient à maturité sexuelle plus tard que les individus plus petits avec des cornes plus courts. Les individus dont le phénotype est une taille corporelle plus grande avec des cornes longues portaient également une valeur reproductive (fécondité et espérance de vie des progénitures) plus importante, auront donc une fitness meilleure et devront représenter la majorité d'individus dans la population. En revanche, comme ils atteignaient l'âge de maturité sexuelle plus tardivement ils ont souvent été chassés  prématurément avant de se reproduire selon le potentiel de leur valeur reproductive, et n'ont pas pu transmettre les gènes responsables de leur phénotype aux générations suivantes.
La conséquence est que la population présentait, après plusieurs années d'exploitation, une baisse d'individus de forte valeur reproductive, favorisant la survie des individus qui investissaient moins dans la croissance et qui sont  par conséquent moins ciblés par les chasseurs. Cette tendance éloigne ces traits de leur état optimisé par la sélection naturelle et produit une population dont le succès reproducteur est moins efficace et moins sûr dans le temps, ce qui diminue la fitness de la population totale.

#### Éléphant de savane d'Afrique (Loxodonta africana)[6]
Il a été montré que la chasse des éléphants de savane d'Afrique en Zambie dans les  années 1970 et 1980 où les individus de longues défense ont été préférentiellement chassés pour le marché d'ivoire a perturbé les fréquences de certains traits d'histoire de vie dans ces populations avec des conséquences écologiques importantes.
Les défenses d'éléphants croissent au long de leur vie, et donc les individus plus âgés présentent en général des défenses plus longues que les jeunes, et seront sélectionnés de préférence par les chasseurs du fait que leurs défenses plus longues présentent une plus grande récompense économique sur le marché de l'ivoire. Les femelles de cette espèce atteignent, en absence d'exploitation anthropique, l'âge de maturité relativement tard dans leur cycle de vie, avec l'âge moyen de la première naissance autour de 16 ans. Les femelles les plus reproductives sont les femelles âgées de plus de 20 ans. Après la forte exploitation d'une population de cette espèce en Zambie, il a été montré que l'âge moyen des femelles à la première naissance a diminué significativement et que la population comportait très peu de femelles d'âge supérieur à 20 ans. Cette étude montre l'adaptation de cette espèce en cas de pression sélective due à l'exploitation par l'homme qui va à l'envers de l'adaptation favorisée par la sélection naturelle, produisant des femelles qui se reproduisent avant d'atteindre un âge correspondant à une fécondité optimale pour se donner une meilleure chance de se reproduire avant d'être chassées par l'homme pour leurs défenses.
L'exploitation de cette espèce, selon l'article de Owens et Owens, a contribué à une déstabilisation de plusieurs facteurs démographiques de la population étudiée : une restructuration de la distribution d'âges, une déstabilisation du sex-ratio (les mâles présentent en moyenne des défenses plus longues que celles des femelles et ont subi un taux de mortalité plus important sous l'exploitation anthropique), un âge de maturité sexuelle plus jeune et un taux de mortalité des jeunes élevé du fait que la survie de jeunes éléphants dépend fortement sur la présence de femelles dominantes plus âgées dans le troupeau. Ces effets ont contribué à une fréquence plus élevée de phénotypes au sein de la population qui ne seront pas optimisés selon la sélection naturelle seule.

### Pêche
La pêche est pratiquée par l'Homme depuis la Préhistoire et au moins au Paléolithique.
La taille des poissons représente un des intérêts primordiaux pour l'Homme. Les plus grands ainsi que les plus vieux poissons peuvent également contribuer de façon disproportionnée à la productivité grâce à une meilleure fertilité et qualité des larves. Les pêcheries imposent une sélection qui modifie la distribution des caractéristiques qui affectent la fitness et la viabilité de la population principalement à cause de l'élimination des poissons les plus gros et plus âgés qui diffèrent au niveau des caractéristiques de croissance, développement et reproduction. Dans la mesure où la taille, l'âge, sont des traits  héréditaires, la  pêche aura tendance à réduire les moyens et  modifier la variabilité de ces caractères au fil du temps.

#### Écosystème marin
La pêche est l'activité de l'exploitation humaine la plus répandue dans le milieu marin. Les préoccupations au sujet des pêcheries ont débuté dès le XIVe siècle. Les premières études concernant la dynamique des populations de poissons  ont été corrélées à des études menées par des écologistes et mathématiciens tels que Malthus, Lotka et Voltera concernant les effets de la limitation des ressources.

#### Pêche au chalut
Lors de la pratique de pêche au chalut, les poissons de petites tailles passent à travers le filet, et seuls les individus de taille supérieure à une certaine taille minimale, selon la maille du filet, sont retenus. Dans les populations de poissons étudiées dans une étude publiée dans Nature en 2009, les poissons femelles de plus grandes tailles sont également les individus de plus forte valeur reproductive. L'exploitation par l'homme favorise une augmentation de femelles qui se reproduisent plus jeunes et à tailles plus petites. Par conséquent, les femelles  de ce phénotype sont plus fréquentes dans la population que les femelles de grande taille et de fécondité plus importante, ce qui induit une diminution du succès reproducteur de la population et de sa fitness.

### Articles annexes
- Sélection naturelle
- Surexploitation
- Gestion des ressources naturelles
- Capital naturel
- Surpêche
- Fitness